# Muzeum železniční dopravy ve Slezsku

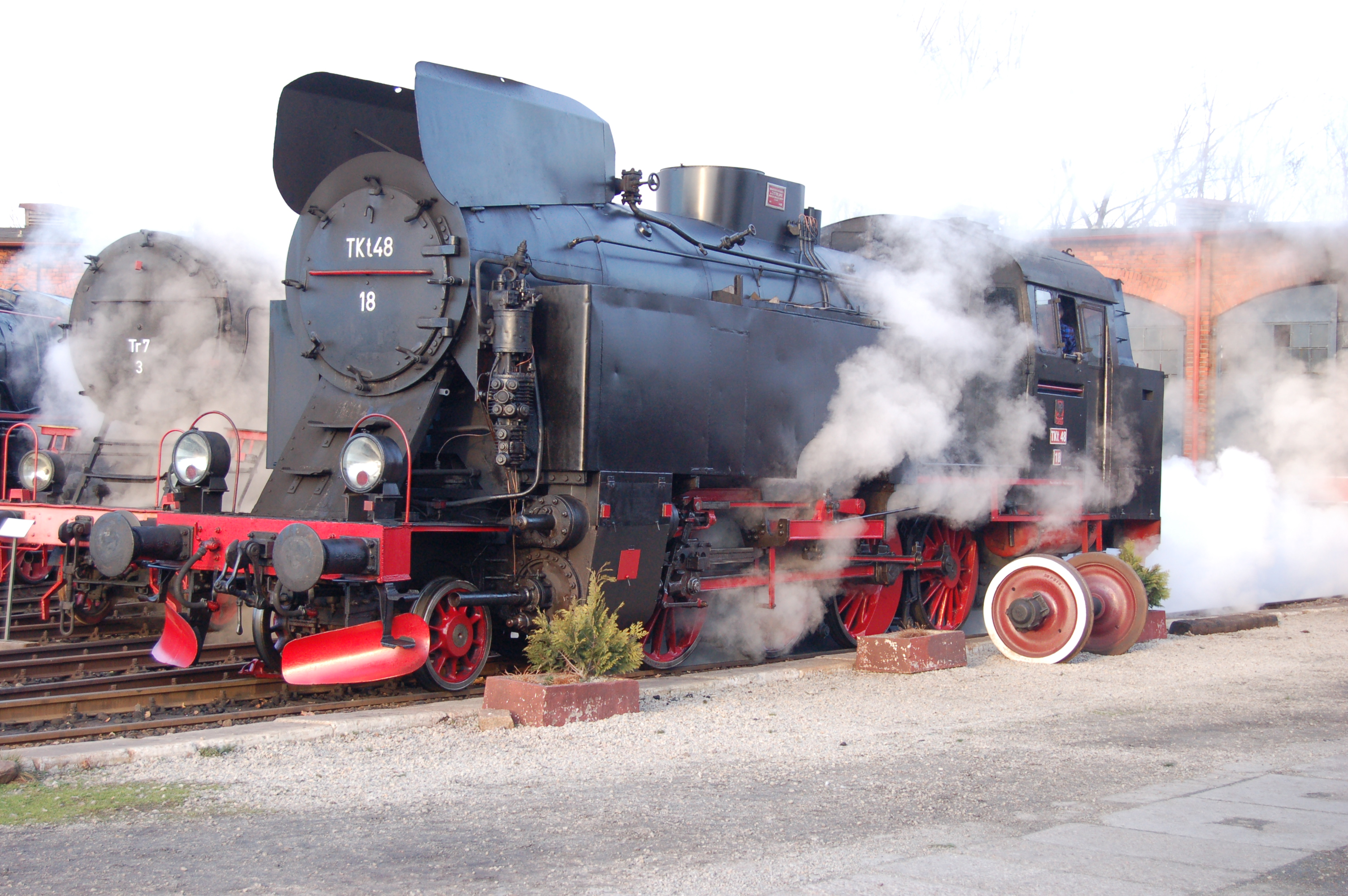
TKt48-18 před rotundou

Muzeum železniční dopravy ve Slezsku (polsky Muzeum Kolejnictwa na Śląsku) se nachází v depu u východního zhlaví železniční stanice Jaworzyna Śląska (dříve Königszelt) v Dolnoslezském vojvodství.
Mezi nejstarší exponáty patří trojspřežní tendrová pruská parní lokomotiva T 7, vyrobená v roce 1890 v továrně Union Gießerei v Königsbergu. V muzeu se nachází rovněž posunovací lokomotiva Deutz OMZ 122 R z roku 1940, která je považována za nejstarší provozuschopnou dieselovou lokomovu na území Polska. Jedinou provozuschopnou parní lokomotivou je TKt48-18 z roku 1951.